# کاپیتان برمودز
کاپیتان برمودز (به اسپانیایی: Capitán Bermúdez) یک منطقهٔ مسکونی در آرژانتین است که در San Lorenzo Department واقع شده‌است. کاپیتان برمودز ۱۲ کیلومتر مربع مساحت و ۲۹٬۲۱۸ نفر جمعیت دارد.